# Anesti Qendro
Anesti Qendro (Durazzo, 23 dicembre 1973) è un ex calciatore albanese, di ruolo centrocampista.

## Carriera

### Nazionale
Ha collezionato 3 presenze e segnato anche un gol con la Nazionale albanese.